# Andrea Corsini (Kardinal)

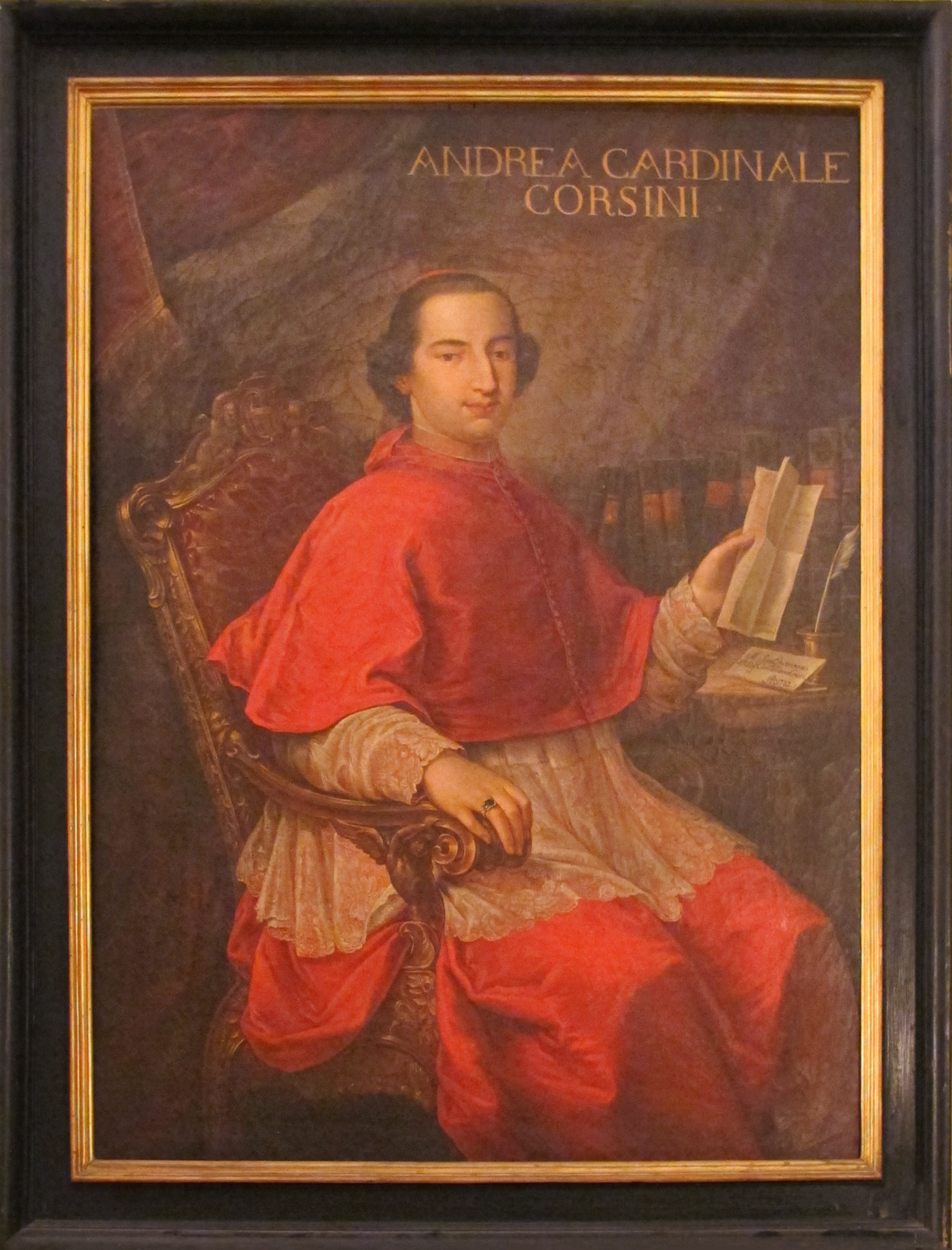
Andrea Kardinal Corsini (Porträt im Palazzo Corsini in Florenz)

Andrea Corsini (* 11. Juni 1735 in Florenz; † 19. Januar 1795 in Rom) war Kardinal der römisch-katholischen Kirche. Er setzte nach der Aufhebung des Jesuitenordens am 21. Juli 1773 päpstliche Maßnahmen gegen den Orden um. Von 1793 bis zu seinem Tod bekleidete er das Amt des Kardinalvikars.

## Leben

### Frühe Jahre
Andrea Corsini, aus der Familie Corsini und Urgroßneffe von Papst Clemens XII., wurde von seiner Familie für eine kirchliche Laufbahn bestimmt und in die Obhut des jansenistischen Gelehrten Giovanni Gaetano Bottari gegeben. Durch dessen Einfluss wurde der junge Corsini selbst Anhänger des Jansenismus und Gegner der Jesuiten. Papst Benedikt XIV. verlieh ihm den Titel eines Päpstlichen Hausprälaten und entsandte ihn 1756 nach Portugal, um in seinem Auftrag dem späteren Patriarchen von Lissabon Francisco de Saldanha da Gama den Kardinalshut zu überreichen. Im Dezember desselben Jahres erreichte Corsini Paris und war Gast des portugiesischen Botschafters beim französischen Königreich. Im März 1757 verließ er Paris in Richtung Rom, in Bologna besuchte er Kardinal Carlo Rezzonico, der 1758 zu Papst Clemens XIII. gewählt wurde. Corsini wurde im selben Jahr Vikar des Erzpriesters der Lateranbasilika, seinem Großonkel Kardinal Neri Maria Corsini, sowie Apostolischer Protonotar.
Da Neri Maria Corsini Clemens XIII. im Konklave unterstützt hatte, nahm der neue Papst den erst 24-jährigen Andrea am 24. September 1759 als Kardinaldiakon von Sant’Angelo in Pescheria ins Kardinalskollegium auf. Am 25. März 1760 empfing er die niederen Weihen. Er wurde auch als Nachfolger seines Großonkels gesehen, der im Kardinalskollegium einer der Anführer des antijesuitischen Flügels war. Kardinal Corsini unterstützte das portugiesische Königshaus im Kampf gegen den Jesuitenorden, womit er die Gunst von Papst Clemens XIII. verlor.
Am Todestag Clemens’ XIII., dem 2. Februar 1769, empfing er die Priesterweihe. Vor dem anschließenden Konklave erfuhr er die Unterstützung mehrerer europäischer Botschafter, doch galt er mit 33 Jahren als zu jung für eine ernsthafte Kandidatur. Im September 1769 wurde er Kardinalpriester von San Matteo in Merulana. Unter dem neuen Papst Clemens XIV. stieg sein Einfluss an der Kurie wieder, der Papst ernannte ihn nach dem Tod Neri Maria Corsinis im Dezember 1770 zum Präfekten der Apostolischen Signatur.

### Ab dem Verbot des Jesuitenordens
Im August 1773 wurde Kardinal Corsini zum Präfekten der eigens einberufenen Kongregation Pro exsequendo brevi suppressionis Societatis Jesu ernannt. Am 21. Juli desselben Jahres hatte Clemens XIV. mit dem Breve Dominus ac Redemptor den Jesuitenorden aufgehoben. Die nun einberufene Kongregation unter Leitung von Kardinal Corsini ergriff in päpstlichem Auftrag Maßnahmen gegen jesuitische Theologen, einige von ihnen wurden in der Engelsburg gefangen genommen. Corsini wurde dabei von projesuitischen Publizisten übermäßige Härte vorgeworfen, allerdings wurden die Richtlinien zur Vorgehensweise direkt von Papst Clemens XIV. und ab 1775 von Pius VI. vorgegeben. Nachdem sich der Gesundheitszustand des Jesuitengenerals Lorenzo Ricci durch die Haftbedingungen verschlechtert hatte (und er im November 1775 gestorben war), schrieb er Pius VI., dass er für diese Zustände keine Verantwortung mehr übernehmen wolle, und legte die Leitung der Kongregation im Februar 1776 nieder.
Pius VI. berief ihn am 15. Juli 1776 zum Kardinalbischof von Sabina. Die Bischofsweihe wurde Kardinal Corsini sechs Tage später von Kardinal Henry Benedict Stuart gespendet. In seinem Bistum widmete er sich mit großem Eifer der Pastoral. Von 1779 bis 1783 und 1785 bis 1790 unternahm er Visitationen in Sabina.
1792 wurde er im Krieg zwischen dem revolutionären Frankreich und dem Kirchenstaat mehrmals durch die Regierung des Großherzogtums Toskana um Vermittlung ersucht. Kardinal Corsini kam diesem Ersuchen nach, doch waren seine Vermittlungsversuche erfolglos. Pius VI. ernannte ihm am 10. Dezember 1793 zum Kardinalvikar.
Andrea Corsini starb im Januar 1795 und wurde in der Familienkapelle innerhalb der Lateranbasilika beigesetzt.